# Schachvariante
|   | a | b | c | d | e | f | g | h |   |
| 8 |   |   |   |   |   |   |   |   | 8 |
| 7 |   |   |   |   |   |   |   |   | 7 |
| 6 |   |   |   |   |   |   |   |   | 6 |
| 5 |   |   |   |   |   |   |   |   | 5 |
| 4 |   |   |   |   |   |   |   |   | 4 |
| 3 |   |   |   |   |   |   |   |   | 3 |
| 2 |   |   |   |   |   |   |   |   | 2 |
| 1 |   |   |   |   |   |   |   |   | 1 |
|   | a | b | c | d | e | f | g | h |   |

Eine der 960 möglichen Startpositionen der Schachvariante Schach960
Eine Schachvariante ist jedes Spiel, das von Schach abgeleitet ist. Eine Schachvariante kann ähnlich wie Schach sein oder völlig davon abweichen. Grundsätzlich gilt, dass eine Schachvariante ein neues Spiel mit anderen Spielregeln als Schach definiert, auf das die bewährten Schachstrategien nicht ohne Änderungen übertragen werden können.
Abweichende Formen des Schachspiels, bei denen die grundlegenden Regeln des Spiels beibehalten werden (z. B. Simultanschach oder Fernschach) bezeichnet man dagegen als Schachform.
Neben den aus dem modernen europäischen Schachspiel abgeleiteten Varianten gibt es auch noch solche, die sich in Asien in einer eigenständigen Entwicklungslinie aus dem indischen „Ur-Schach“ Chaturanga entwickelt haben – die bekanntesten noch heute gepflegten sind das chinesische Xiangqi, das koreanische Janggi, das japanische Shōgi und das thailändische Makruk.

## Klassische Varianten
Folgende Schachvarianten sind international bekannt. Sie ändern die allgemeinen Schachregeln nur minimal. In erster Linie wird die Brettgröße und die Grundstellung verändert, wobei auch neue Figuren eingefügt werden, die sich aber aus bekannten Bewegungsschemata ergeben.

### Schach960
Gemäß einer Idee des ehemaligen Schachweltmeisters Fischer wird eine von 960 möglichen Ausgangsstellungen ausgelost. Damit möchte man vermeiden, dass auswendig gelernte Eröffnungszüge zum Vorteil führen. Diese Variante des Schachs wird Schach960 (ursprünglich „Fischer-Random-Chess“) genannt. Ein denkbarer Nachteil dieser Variante, dass möglicherweise eine Seite einen signifikanten Vorteil erhielte, wird dadurch kompensiert, dass Startstellungen erst unmittelbar vor einer Partie ausgelost werden. Das klassische Schach ist hier in einer der 960 möglichen Ausgangsstellungen enthalten.
Mit den FIDE-Regeln von 2009 erhielt Schach960 einen eigenen Abschnitt in den offiziellen Schachregeln.

### Vorgabespiel
Bis zum 19. Jahrhundert war das Spiel mit Vorgabe populär, das dazu diente, eine unterschiedliche Spielstärke der Kontrahenten auszugleichen. Es war ein Stufensystem vorhanden (Turmvorgabe, Springervorgabe, Bauer und Zug), das eine Einteilung der Schachspieler in Kategorien ermöglichte. Die unterschiedlichen Materialvorgaben entsprechen jeweils einer Schachvariante. In den Lehrbüchern wurde das Vorgabespiel seinerzeit in besonderen Abschnitten behandelt, die Ansätze zu einer speziellen Eröffnungstheorie umfassten.

### Märchenschach
Mit dem Begriff Märchen- oder Feenschach bezeichnet man heute eine große Menge an Schachvarianten, bei denen neu entwickelte Figuren zum Einsatz kommen, deren Zugmöglichkeiten meistens Kombinationen der normalen Zugarten sind. Märchenschach führt in der Praxis trotz oft größerer „Spielfelder“ und mehr Figuren häufig zu kürzeren und besonders taktisch anspruchsvollen Partien. Hierbei haben sich schon sehr früh einige wichtige Varianten etabliert.

### Janusschach
Janusschach wird auf einem 10×8-Brett gespielt. Neben zwei zusätzlichen Bauern erhält jeder Spieler zwei Janus oder auch Kardinal genannte Figuren, die sowohl wie ein Läufer als auch wie ein Springer ziehen können. Der Janus wird in der Grundstellung zwischen Turm und Springer aufgestellt. Da er als einzige Figur auf dem Brett ohne Hilfe einer anderen mattsetzen kann, stellt er, insbesondere bei Mattangriffen, eine interessante Bereicherung des Spiels dar.

### Capablanca- und Carrera-Schach

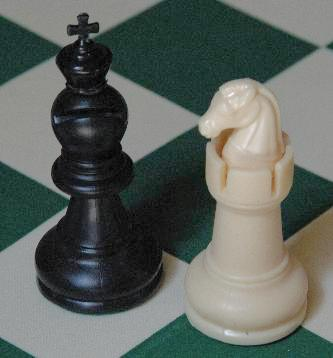
Spielfiguren für Capablanca Chess

Capablanca-Schach wurde 1940 von Exweltmeister José Raúl Capablanca erfunden. Zu den normalen Schachfiguren kommen ein Janus (Kombination aus Läufer und Springer) und ein Kanzler (Kombination aus Turm und Springer) hinzu. Es wurde ursprünglich auf einem 10×10-Brett gespielt, später hat sich das 10×8-Brett durchgesetzt. Die Startaufstellung ist Turm–Springer–Janus–Läufer–Dame–König–Läufer–Kanzler–Springer–Turm.
Viele andere Aufstellungen der gleichen zehn Figuren wurden im Lauf der Geschichte vorgeschlagen, beginnend mit Pietro Carrera im Jahr 1617. Beim Carrera-Schach steht der Kanzler zwischen Turm und Springer in der b-Linie und der Janus zwischen Springer und Turm in der i-Linie.
Sam Trenholme hat 2009 unterschiedliche Aufstellungen mit dem Computer daraufhin getestet, welche Aufstellung am fairsten ist, d. h. wo der Vorteil von Weiß am kleinsten ist. Hierbei liegt Abergs Variante (Turm, Janus, Springer, Läufer, Dame, König, Läufer, Springer, Kanzler, Turm) vor Carrera-Schach und vier weiteren getesteten Aufstellungsvarianten.
Die Benennung der Kombinationsfiguren ist uneinheitlich. Der Kanzler heißt oft auch Marschall, der Janus wird unter anderem Erzbischof, Kardinal, Paladin, Pegasus und Zentaur genannt.

### Capablanca-Random-Chess
Diese Variante verbindet diverse Elemente auf dem 10×8-Brett. Zu Capablancas erweiterten Figurensatz mit Kanzler und Erzbischof (auch Janus) wird eine Startstellung aus 48.000 Möglichkeiten ausgelost, solche mit ungedeckten Bauern werden verworfen. Rochaden bleiben wie beim Chess960 unverändert Elemente des Spiels. So verhält sich Capablanca-Random-Chess zum Capablanca-Chess wie Schach960 zum klassischen Schach.
Eine dieser Startpositionen war in den USA patentiert und wird dort unter dem Namen Gothic Chess kommerziell vertrieben. Aus diesem Grunde werden einige Startaufstellungen im Capablanca-Random-Chess verworfen und neu ausgelost.

### Seirawan-Schach
Auch in dieser 2007 von Yasser Seirawan und Bruce Harper herausgebrachten Variante kommen der Janus und der Kanzler aufs Brett. Seirawan-Schach wird auf einem 8×8-Brett gespielt, und die Ausgangsstellung ist die gleiche wie beim herkömmlichen Schach. Der Janus (von Seirawan Falke genannt) und der Kanzler (von Seirawan Elefant genannt) sind in Reserve und dürfen bei der erstmaligen Räumung eines Feldes in der Grundreihe dort eingesetzt werden.

### Los-Alamos-Schach
| \| \| a \| b \| c \| d \| e \| f \| \| \| 6 \| \| \| \| \| \| \| 6 \| \| 5 \| \| \| \| \| \| \| 5 \| \| 4 \| \| \| \| \| \| \| 4 \| \| 3 \| \| \| \| \| \| \| 3 \| \| 2 \| \| \| \| \| \| \| 2 \| \| 1 \| \| \| \| \| \| \| 1 \| \| \| a \| b \| c \| d \| e \| f \| \| |    |    |    |    |    |    |   |
| Los-Alamos-Schach, Grundstellung |    |    |    |    |    |    |   |
| | a  | b  | c  | d  | e  | f  |   |
| 6 | a6 | b6 | c6 | d6 | e6 | f6 | 6 |
| 5 | a5 | b5 | c5 | d5 | e5 | f5 | 5 |
| 4 | a4 | b4 | c4 | d4 | e4 | f4 | 4 |
| 3 | a3 | b3 | c3 | d3 | e3 | f3 | 3 |
| 2 | a2 | b2 | c2 | d2 | e2 | f2 | 2 |
| 1 | a1 | b1 | c1 | d1 | e1 | f1 | 1 |
| | a  | b  | c  | d  | e  | f  |   |

Los Alamos Schach wird auf einem 6×6-Brett und ohne Läufer gespielt. Die Bauern dürfen keinen Doppelschritt ausführen und werden nur in Dame, Springer oder Turm umgewandelt. Rochade und en-passant-Schlag gibt es nicht. Der Name nimmt Bezug auf das Los Alamos National Laboratory, wo 1956 Paul Stein und Mark Wells ein Schachprogramm entwickelten. Da Rechenzeit für den Rechner MANIAC I knapp war, wurde für Testpartien diese vereinfachte Schachvariante verwendet. Sie ist die erste Schachvariante (normales Schach eingeschlossen), in der ein Computer eine ganze Partie gespielt hat.

### Reform-Schach
László Polgár hat zu Übungszwecken einige Schachvarianten entwickelt. Er führte keine weiteren Figuren ein, sondern reduzierte die Brettgröße auf 8×6, 5×8, 9×6 (mit zwei Damen) oder 6×9. Die Aufstellung der Figuren ist beliebig. Es haben sich aber einige günstige Startstellungen herauskristallisiert.

## Sonstige Varianten auf einem 8×8-Schachbrett

### Andernach-Schach
Die schlagende Figur wechselt die Farbe (der König ausgenommen). Diese Variante ähnelt ein wenig dem japanischen Shogi. Sie hat ihren Namen vom jährlichen Treffen von Schachfreunden in Andernach, wo sie 1993 eingeführt wurde.

### Arimaa
Arimaa ist ein strategisches Brettspiel für zwei Spieler, erfunden 2002 vom indisch-amerikanischen Informatiker Omar Syed. Es ist mit einem normalen Schachset spielbar, die Regeln unterscheiden sich jedoch stark. Ein Entwicklungsziel war, dass es sehr schwer sein sollte, ein starkes Arimaa spielendes Computerprogramm zu entwickeln. Dies sollte insbesondere dadurch erreicht werden, dass jeder Spielzug aus bis zu vier Bewegungsschritten besteht, so dass es viele Möglichkeiten gibt, einen einzelnen Zug auszuführen. Der Spielbaum verzweigt sich dadurch viel stärker als beim Schach.

### Atomschach
Beim Atomschach (manchmal auch Phantomschach genannt) werden, wenn ein Stein geschlagen wird, gleichzeitig alle Steine auf unmittelbar benachbarten Feldern vom Brett genommen, wie nach der Detonation einer Atombombe. Beim Atomschach kommt es oft zu sehr kurzen Partien, der Anzugsvorteil von Weiß ist beträchtlich. Nach dem Eröffnungszug 1. Sg1–f3 ist f7–f6 bereits der einzige Zug, um einen zum Gewinn führenden Einschlag auf f7 im dritten Zug zu verhindern. Häufig ist die Regelvariante, bei der nur Offiziere, nicht aber Bauern durch die Explosion vernichtet werden. In anderen Varianten wird das Schachgebot und Schachmatt ignoriert, oder die Schlagzüge von Bauern verursachen keine Explosionen. In einer weiteren Variante mit erheblich kleinerem Anzugsvorteil werden zwar die Bauern, aber nicht die Könige von den Explosionen auf benachbarten Feldern vernichtet. Der König wird nur durch direkte Angriffe bedroht. Hier darf der König auch selbst schlagen, aber keine gedeckte Figur, auch wenn die deckende Figur durch die Explosion vernichtet werden würde.

### Auslöschungsschach (extinction chess)
Der König hat hier keine Sonderstellung. Man gewinnt, wenn der Gegner nicht mehr alle sechs Figurenarten hat, also entweder keinen König oder keine Dame oder keinen Läufer mehr etc. Bauern dürfen auch in Könige umgewandelt werden. Ein umgewandelter Bauer zählt als die Figur, in die er umgewandelt ist. Man verliert also, wenn man seinen letzten Bauern umwandelt, da man keinen Bauern mehr hat. Es gewinnt allerdings, wer gleichzeitig seinen letzten Bauern umwandelt und dem Gegner die letzte Figur einer Art schlägt. Hat man einen Bauern z. B. in eine Dame umgewandelt, kann man die originale Dame verlieren, ohne das Spiel zu verlieren. Rochieren darf man auch aus dem Schach oder über ein bedrohtes Feld. Auslöschungsschach wurde 1985 von dem amerikanischen Spieleautor R. Wayne Schmittberger publiziert.

### Bauernschach
Beim Bauernschach wird nur mit Bauern oder unter Hinzufügung weniger weiterer Figuren (z. B. der beiden Könige (Endspieltraining!)) gespielt. Man gewinnt, indem man mit einem Bauern die gegnerische Grundreihe erreicht. Bauernschach eignet sich schon für Kinder ab etwa 4 Jahren zur Erlernung elementarer Schachregeln.

### Beirut-Schach
Diese Variante beinhaltet die Möglichkeit eines Selbstmordattentats. Vor dem Spiel markieren die Spieler eine ihrer Figuren (aber nicht den König) auf der Unterseite mit einem roten Punkt, welcher die Bombe darstellt. Anstelle einen Zug zu spielen kann ein Spieler „Boom!“ rufen, und die markierte Figur sprengt sich selbst und die Figuren auf den benachbarten Feldern in die Luft. Das Spiel ist zu Ende, wenn der gegnerische König bei einem Anschlag stirbt, oder wenn er matt gesetzt wird. Während des Spieles dürfen die Figuren nicht inspiziert werden.

### Berolinaschach
Statt mit normalen Bauern wird mit Berolina-Bauern gespielt, deren Zug- und Schlagweise vertauscht sind: Sie können diagonal vorwärts auf ein leeres Feld oder orthogonal vorwärts auf ein vom Gegner besetztes Feld ziehen. Ein Doppelschritt diagonal vorwärts aus der Ausgangsstellung ist möglich, und auch der En-passant-Schlag nach einem Doppelschritt. Zum Beispiel kann Weiß einen Bauern von b2 nach d4 ziehen, und wenn Schwarz einen Bauern auf c4 hat, kann dieser anschließend nach c3 en-passant schlagen.

### Beuteschach
Eine schlagende Figur kann optional die Zugfähigkeit der Geschlagenen erbeuten und in einem späteren Zug nutzen. Diese Beute kann aber nur einmal genutzt werden. Eine Figur kann zu jeder Zeit nur eine Beute besitzen; ggfs. muss der Ziehende entscheiden, ob eine vorher erbeutete Zugfähigkeit durch die der geschlagenen Figur ersetzt wird. Wenn eine Figur geschlagen wird, die eine Beute besitzt, kann der Ziehende wahlweise deren Beute oder deren normale Zugfähigkeit erbeuten.

### Crazyhouse oder Einsetzschach
Crazyhouse ist eine dem Tandemschach ähnliche Variante, mit dem Unterschied, dass nur zwei Spieler auf einem Brett gegeneinander spielen. Schlägt ein Spieler die Figur seines Gegners, wird ihm die entsprechende Figur in seiner eigenen Farbe ausgehändigt, die er nach den gleichen Regeln wie beim Tandem einsetzen darf. Diese Variante benötigt auf einem realen Schachbrett einen zweiten Figurensatz, es gibt verschiedene Programme für Computer und Internet.

### Dark Chess
Dark Chess benötigt einen Computer und wird gern über das Internet gespielt. Es ist klassisches Schach mit dem Unterschied, dass man nur die eigenen Figuren und die Felder sieht, die man im nächsten Zug erreichen kann, ähnlich wie der fog of war bei Videospielen. Die Königsregel ist aufgehoben, d. h. es ist legal, den König einzustellen. Eine Partie wird durch das Schlagen des gegnerischen Königs gewonnen.
Ebenso wie der Vorläufer Kriegspiel ist es ein Spiel mit imperfekter Information. Im Vergleich zu diesem ist es für das Spiel online und mit Computerunterstützung besser geeignet, da der Ablauf einfacher ist: Es ist nicht nötig, einen Schiedsrichter nach Informationen zu fragen, und man kann jederzeit erkennen, welche legalen Züge es gibt, so dass keine illegalen Züge zurückgewiesen werden müssen.

### Forchess
Das Forchess ist eine Schachvariante für vier Spieler in zwei Teams, die 1975 von dem Amerikaner T. K. Rogers erfunden wurde.

### Fußballschach
Es gelten die üblichen Zugregeln, aber der König ist eine normale Figur. Spielziel ist es, ein Tor zu erzielen. Das weiße Tor sind die Felder d1 und e1, das schwarze Tor die Felder d8 und e8. Sobald eine weiße Figur in das schwarze Tor zieht, hat Weiß gewonnen und umgekehrt. Im Gegensatz zu anderen Schachvarianten, die z. T. kaum ernsthaft spielbar sind oder bei denen Weiß einen signifikanten Vorteil hat, ist Fußball-Schach ausbalanciert und spielbar. Übliche Bedenkzeit ist zwei bis fünf Minuten pro Partie und Spieler.

### Gerlinger Reformationsschach
Die geschlagene Figur wechselt die Farbe, der schlagende Spieler übernimmt diese Figur. Sie wird an die Position der schlagenden Figur gesetzt, auf der diese Stand, bevor diese ihren Zug ausgeführt hat. Vorteile dieser Variante sind, dass ein sogenannter Schneeballeffekt einsetzt, was die Länge einer Partie verkürzt. Ab und zu kann es zu einem repetitiven Ringtausch kommen, in dem Fall muss ein anderer Zug gewählt werden. Erstmals gespielt wurde Gerlinger Reformationsschach in Gerlingen.

### King of the Hill
Es gelten die normalen Zugregeln. Der Spieler, der mit seinem König eines der Zentrumsfelder e4, d4, e5, d5 erreicht oder Matt setzt, gewinnt.

### Kriegspiel
Beim Kriegspiel sehen beide Spieler nur die eigenen Figuren.

### Kungfuschach
Das nur online spielbare Kungfuschach wird in Echtzeit gespielt. Beide Spieler können jederzeit alle ihre Figuren ziehen, mit der Einschränkung, dass jede Figur, um ihr Zielfeld zu erreichen, eine Zeit braucht, die mit der Schrittlänge des Zuges skaliert. Jede Figur muss zudem, nachdem sie gezogen wurde, für eine feste Zeit pausieren. Sieger ist derjenige Spieler, der zuerst den gegnerischen König schlägt. Der entsprechende Internetauftritt ist jedoch im Mai 2014 vom Netz genommen worden.

### Maharadscha
Beim Maharadscha-Schach hat Schwarz nur den König und drei bis sechs Bauern auf der d-, e- und f-Linie bzw. bis hin zur b- und g-Linie, Weiß hat alle Figuren. Schwarz darf dafür zwei Züge hintereinander machen: Hierbei darf der schwarze König auch über Schach ziehen, wenn er nach dem zweiten Zug nicht im Schach steht. Schwarz darf auch im ersten seiner beiden Züge Schach bieten und mit dem zweiten Zug den weißen König schlagen, bzw. Weiß ist eben „matt“, wenn in einer derartigen Situation Schwarz am Zug ist. Schwarz kann auch dadurch gewinnen, dass er mit seinem König den weißen König schlägt, bzw. eben „matt“-setzt. Sechs schwarze Bauern erhalten nur sehr schwache Spieler. Auch bei fünf schwarzen Bauern ist Weiß ab einem Gegnerniveau gehobener Vereinsspielerstärke chancenlos. Experten spielen mit drei oder vier schwarzen Bauern. Bei drei Bauern könnte Weiß Favorit sein.

### Massenschach
Zwei Spieler spielen auf einem normalen Schachbrett mit der normalen Anfangsaufstellung; die Figuren behalten ihre normale Gangart. Allerdings darf der Spieler am Zug mit jeder Figur bis zu einmal ziehen, wodurch bis zu 16 Züge auf einmal gemacht werden können (es besteht aber kein Zugzwang). „Dieses Spiel ist sehr dynamisch, und sein Hauptvorteil besteht darin, dass auf dem Brett die ungewöhnlichsten und märchenhaftesten Stellungen entstehen, die im gewöhnlichen Schach niemals erreichbar sind.“ (J. Gik, Schach und Mathematik.) Erfinder: A. Ratuschny.

### Müllschach/Wühlschach
Es gelten die normalen Schachregeln, wird allerdings eine gegnerische Figur geschlagen, so muss diese als Teil des Zuges sofort wieder eingesetzt werden. Das Einsetzen darf nicht zu einer Regelwidrigkeit führen.
Da also alle Figuren immer auf dem Brett verbleiben, kommt es darauf an, gegnerische Figuren durch das Einsetzen zunehmend passiv zu stellen und den gegnerischen König bloßzustellen.

### Münzenschach/Pfennigschach
In dieser Spielart wird zu Spielbeginn eine Münze auf das Feld e4 gesetzt. Es gelten die gleichen Regeln wie beim Normalschach. Man zieht aber nicht nur jeweils eine Schachfigur, sondern auch die Münze, und zwar in der gleichen Richtung und Entfernung wie die Figur. Die Münze darf dabei das Brett nicht verlassen oder auf einem besetzten Feld landen. Zum Beispiel zieht Weiß 1. e2–e4, und die Münze zieht zugleich e4–e6, oder es erfolgen 1. Sg1–f3 und e4–d6. Dabei wird die Münze immer vor der Figur gezogen, was bedeutet, dass die gezogene Figur auf das Ausgangsfeld der Münze gelangen kann, nicht jedoch umgekehrt. Man gewinnt, wenn man mattsetzt oder der Gegner keinen legalen Zug mehr machen kann.

### Nava
|   | a | b | c | d | e | f | g | h |   |
| 8 |   |   |   |   |   |   |   |   | 8 |
| 7 |   |   |   |   |   |   |   |   | 7 |
| 6 |   |   |   |   |   |   |   |   | 6 |
| 5 |   |   |   |   |   |   |   |   | 5 |
| 4 |   |   |   |   |   |   |   |   | 4 |
| 3 |   |   |   |   |   |   |   |   | 3 |
| 2 |   |   |   |   |   |   |   |   | 2 |
| 1 |   |   |   |   |   |   |   |   | 1 |
|   | a | b | c | d | e | f | g | h |   |

Die Grundstellung der Vierspielervariante Nava benötigt zwei helle und zwei dunkle unterscheidbare Schachfigurensets.
Navaschach ist eine Variante für vier Spieler. Sie wird in zwei Teams gespielt. Die acht Figuren jedes Spielers stehen in der Grundaufstellung in einer Ecke. Jeder Spieler hat vier Bauern und je eine der Leichtfiguren, einen Turm und einen König. Das Spiel funktioniert mit zwei gewöhnlichen Schachfigurensets mit unterscheidbaren hellen und dunklen Figuren. Die Figuren müssen eindeutig einem Spieler zugeordnet werden können. Es gibt zu Beginn des Spiels keine Dame auf dem Feld. Das Ziel ist es, beide Könige des gegnerischen Teams zu schlagen. Es gibt kein Schach, kein Matt und kein Patt, keinen Doppelzug für Bauern, kein «en passant» und keine Rochade. Die Figuren ziehen wie im Schach, mit Ausnahme der Bauern, die in Richtung beider gegenüberliegender Spielfeldränder ziehen dürfen. Dabei ziehen sie wie im Schach gerade und schlagen diagonal. Bauern können nicht rückwärts ziehen oder schlagen. Die Spieler spielen reihum gegen den Uhrzeigersinn. Weiß beginnt. Die Spieler dürfen sich vorgängig absprechen, jedoch nicht während des Spiels. Der König kann, wie die anderen Figuren, geschlagen werden. Es herrscht Zugzwang. Gerät ein König in eine Pattsituation, muss er einen letzten Zug machen. Wird ein König geschlagen, ist der zugehörige Spieler aus dem Spiel. Nun kann der übriggebliebene Spieler eines Teams die restlichen Figuren übernehmen. Er darf aber trotzdem nur einmal pro Runde ziehen. Figuren des eigenen Teams können geschlagen werden, falls daraus ein Vorteil entsteht.
Besonderheiten von Nava sind folgende: Da jeder Spieler nur einen Läufer hat und sich die Spieler eines Teams gegenübersitzen, besitzen sie je einen Läufer derselben Feldfarbe. Ein Läufer der anderen Feldfarbe kann für das Team nur durch eine Bauernumwandlung erreicht werden. Bauern können umgewandelt werden, wenn sie ein Spielfeldende in ihrer Zugrichtung erreichen. Ein Bauer kann nach Wahl des Spielers in einen Springer, Läufer oder Turm umgewandelt werden. Eine Dame kann erreicht werden, wenn der König auf das von seiner Ausgangsposition am weitesten entfernte Zentrumsfeld gelangt. Die Dame wird auf das entsprechende Zentrumsfeld gestellt, der König kommt aus dem Spiel. Die Dame hat nun die Funktion des Königs. Jedes Team kann jederzeit aufgeben oder ein Remis anbieten.

### Paco Ŝako
Anders als beim Schach werden bei Paco Ŝako keine Figuren geschlagen, stattdessen werden sie zu Paaren vereint, die dann gemeinsam von beiden Spielern gezogen werden und nur durch neue Vereinigungen wieder gelöst werden können. Durch diese Zugbedingungen können Kettenaktionen ausgelöst werden, in die mehrere Paare involviert sind. Sieger ist der Spieler, der zuerst eine Vereinigung einer eigenen Figur mit dem gegnerischen König eingeht.

### Prestoschach
In der ursprünglichen Variante gewinnt der Spieler, der zuerst Schach bietet. Wird auch „Schach bis zum ersten Schach“ genannt. Hier kann Weiß allerdings durch den Zug 1. Sc3 bereits entscheidenden Vorteil erreichen. Daher spielt man diese Schachvariante meist abgewandelt: Sieger ist, wer zuerst so Schach bietet, dass die Schach bietende Figur nicht geschlagen werden kann. In einer weiteren Variante gewinnt man, wenn man zum dritten Mal Schach bietet, oder mattsetzt. Bei drei Schachgeboten ist nicht mehr klar, ob Weiß wirklich nach 1. Sc3 gewinnt, z. B. 1. Sc3 c6 2. Se4 d5 3. Sd6+ Dxd6: Weiß hat nun bereits auf Kosten einer Leichtfigur das erste Schach gegeben, dafür hat aber Schwarz Kontrolle über das Zentrum und einige Gratiszüge.

### Quantenschach
Beim Quantenschach kann man neben den Zügen des normalen Schachspiels auch Quantenzüge machen, bei denen das Zielfeld nicht eindeutig bestimmt ist. Die Figur existiert dann auf mehreren Feldern gleichzeitig. Zieht eine andere Figur auf eines dieser Felder, erfolgt eine „Konfliktmessung“: durch Zufall wird bestimmt, ob sich die fragliche Figur auf diesem Feld oder einem anderen befindet. Das entspricht der Situation, dass ein Elementarteilchen sich nicht an einem bestimmten Ort befindet, sondern durch eine Wellenfunktion beschrieben wird, bis man den Ort des Teilchens misst, wodurch die Wellenfunktion kollabiert.

### Räuberschach (Schlagschach, Fressschach)
Beim Räuberschach ist das Spielziel, alle seine Figuren zu verlieren (alternativ: keine Züge mehr zur Verfügung zu haben). Es besteht Schlagzwang, d. h. wenn man am Zug ist und eine Figur des Gegners schlagen kann, so muss man auch eine Figur schlagen. Schachgebot und Matt sind aufgehoben: Der König kann wie eine normale Figur geschlagen werden. Ebenso sind Bauernumwandlungen in Könige erlaubt.
Beim Vergabeschach ist Schlagen ebenfalls Pflicht, aber der König wird nicht geschlagen. Sieger ist derjenige, dessen König zuerst mattgesetzt ist oder der alle Steine bis auf den König verloren hat.

### Rautenschach (Diamond Chess, Diagonalschach)
Unter der englischen Bezeichnung wurde Rautenschach im März 1886 in The British Chess Magazine als eine Schachabart von Porterfield Rynd veröffentlicht, bei dem das normale Schachbrett wie eine Raute auf die weißfeldrige Spitze von h1 gestellt wird. Derart verkantet liegt das Brett mit je einer weißfeldrigen Spitze vor den beiden Spielern. Außer den Bauern ziehen alle Figuren wie üblich. Die Bauern bewegen sich diagonal (in Läuferrichtung).

### Rundlauf
Beim Rundlauf spielen mindestens drei Spieler an einem Brett. Ähnlich wie bei der Variante beim Tischtennis wechselt ein Spieler nach seinem Zug die Seite und somit auch die Farbe. Für die Zugmöglichkeiten gelten die normalen FIDE-Regeln, man hat für einen Zug aber nur begrenzte Bedenkzeit zur Verfügung. Ein Spieler scheidet aus, wenn er einen unmöglichen Zug macht, er zu lange überlegt oder mattgesetzt wird. Die zwei am Ende übriggebliebenen Spieler spielen im Finale eine Partie Blitz- oder Bullet-Schach.

### Schlagschach oder Capturechess
Diese Schachvariante (nicht zu verwechseln mit dem sogenannten „Räuberschach“) wurde neu erfunden und basiert auf dem klassischen Schachspiel. Die normalen Schachregeln werden, was die Ausgangsstellung, die Gangart der Figuren und das Brett betrifft, übernommen. Abweichend von den normalen Schachregeln, ist es jedoch zusätzlich zulässig, eigene Figuren zu schlagen, allerdings nicht den eigenen König.

### Sequenzschach (Folgeschach)
Eine Schachvariante, bei der der am Zug befindliche Spieler mit einer seiner Figuren das Feld besetzen muss, das sein Gegner im Zug zuvor gerade verlassen hat. Ist dies nicht möglich, kann er einen freien Zug machen.
Gewinner ist, wer den gegnerischen König schlägt. Dabei ist es durchaus erlaubt, den eigenen König ins Schach zu ziehen bzw. ihn im Schach stehen zu lassen. Dies kann in dem Fall sinnvoll sein, wenn der Gegner dadurch gezwungen wird, auf ein gerade verlassenes Feld zu ziehen. Da es im Sequenzschach häufig zu sehr langen Kombinationsketten kommt, kann ein kleiner Fehler bereits den zwangsläufigen Partieverlust zur Folge haben.
Eine kurze Beispielpartie soll dies verdeutlichen: 1. e4 Sf6? 2. e5! Se4 (erzwungen) 3. Dh5! (droht 4. Dxf7 h5 5. Dxe8) 3. … g6 4. Dh4! h5 (erzwungen) 5. Dxe7 h4 (erzwungen) 6. Dxe8 1:0

### Setzschach
Zwei Spieler setzen nacheinander alle Steine beliebig aufs Brett, wobei folgende Regeln zu beachten sind:
1. Die Position gesetzter Steine wird nicht mehr geändert.
2. Bauern dürfen nicht auf der untersten oder der obersten Reihe stehen.
3. Beide Läufer stehen auf unterschiedlich gefärbten Feldern.
4. Kein Stein darf auf ein Feld gesetzt werden, das bereits bedroht ist.
5. Wer nicht mehr setzen kann, hat verloren.

### Superschach
Superschach ist eine Bezeichnung, die für mehrere unterschiedliche Schachvarianten Verwendung findet, unter anderem für Janusschach. In den Niederlanden versteht man unter „Superschaak“ eine Variante, bei der die Spieler selbständig entscheiden können, welche Märchenschach-Figuren sie auf dem normalen 8×8-Brett verwenden dürfen.

### Tandemschach (Bughouse/Konferenz/Berliner Vierer)

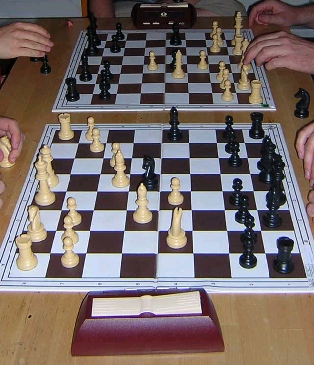
Situation beim Tandemschach

Beim Tandemschach handelt es sich um die mit Abstand am meisten ausgeübte Schachvariante. Es wird aus mehreren – zumeist zwei – Spielern eine Mannschaft gebildet, hierbei sitzen die Mannschaftskollegen alle auf einer Seite und die Gegner auf der gegenüberliegenden. Die Figuren, die ein Spieler von seinem Gegner schlägt, darf er einem seiner Mannschaftskollegen geben, der diese als eigene Figuren wieder ins Spiel bringen kann (das Einsetzen gilt hierbei als Zug). Hierzu ist es logischerweise nötig, dass der Teamkollege jeweils die andere Farbe (schwarz bzw. weiß) als sein Nachbar hat. Eine Partie wird üblicherweise mit einer Beschränkung der Bedenkzeit auf jeweils fünf Minuten für die ganze Partie durchgeführt.
Hat nun ein Spieler einer Mannschaft seine Partie durch Matt, Aufgabe des Gegners oder Zeitüberschreitung des Gegners gewonnen, hat die ganze Mannschaft gewonnen, und die übrigen Spiele werden abgebrochen.
Jedoch gibt es auch bei dieser Variante verschiedene Spielformen. Es ist zu unterscheiden zwischen „Tandem mit Matteinsetzen“ und „Tandem ohne Matteinsetzen“. Matteinsetzen bedeutet hierbei, dass eine Figur so eingesetzt (nicht gezogen!) wird, dass das Gegenüber dadurch unmittelbar schachmatt ist.
Es ist nicht möglich, Bauern auf einer der Grundreihen (1. bzw. 8. Reihe) einzusetzen. Ob Bauernumwandlungen überhaupt stattfinden, ist ebenfalls von den vorher vereinbarten Regeln abhängig – so kann zum Beispiel vereinbart werden, dass Bauern, die die letzte Reihe erreichen, direkt an die Gegenpartei gehen. (Bauern „verfallen“)
Außerdem ist es möglich, mit mehr als zwei Brettern zu spielen. Das heißt dann mit drei Brettern Tridem.

### Taschenspringerschach
Gespielt wird auf einem normalen Brett mit Standardfigurensatz. Vor Beginn der Partie nehmen beide Spieler je einen ihrer Springer vom Brett und stecken ihn sich (metaphorisch) in die Tasche. Alternativ erhält jeder einen dritten Springer, statt einen vom Brett zu nehmen. Der Spieler am Zug kann seinen Taschenspringer später jederzeit, anstelle eines normalen Zugs, auf ein leeres Feld setzen; es ist auch erlaubt, durch das Einsetzen Schach zu bieten oder mattzusetzen oder ein Schachgebot abzuwehren. Im weiteren Verlauf der Partie bewegt sich der Taschenspringer wie ein normaler Springer.

### Toroidales Schach (Torusschach)
Das toroidale Schach wird auf einem 8x8 Brett gespielt, bei dem sowohl a- und h-Linie als auch die erste und letzte Reihe miteinander verbunden sind. Es gelten die gleichen Regeln wie beim klassischen Schach, mit der Ausnahme, dass die übliche Ausgangsstellung nicht möglich ist. Es findet hauptsächlich Anwendung in der Schachkomposition und Schachmathematik.

### Trojanisches Schach
Zusätzlich zu den normalen Schachregeln darf man auf eigenen Figuren stapeln (auch mehrfach). Der entstandene Stapel hat das Zugrecht der obersten Figur und kann später wieder nach eigenem Ermessen in zwei Stapel geteilt werden. Daher der Name des Spiels (vgl. Trojanisches Pferd). Für diese Variante benötigt man spezielle Figuren, da normale Schachfiguren kaum stapelbar sind. Da man damit auch Bauern auf die letzte Reihe tragen kann, gilt die Sonderregel, dass diese nur in bereits geschlagene Figuren umgewandelt werden dürfen. Der König muss immer allein auf einem Feld bleiben und darf nie gestapelt werden.

### Türkischschach
Türkischschach ist eine Schachvariante, bei der nur Bauern schlagen dürfen. Schachbieten können allerdings wie gewöhnlich alle Figuren außer dem König. Das bedeutet, dass sobald eine Figur hinter die gegnerischen Bauern gelangt, diese Figur für den Rest des Spiels nicht mehr geschlagen werden kann und unbedrängt Jagd auf den König machen kann. Besonders die Dame ist dann sehr gefährlich: sie kann ungedeckt auf ein Nachbarfeld des Königs ziehen, was häufig Matt bedeutet. Türkischschach wurde 1985 von Michael Ehrhardt und Hans Popielas erfunden.

### Verwandlungsschach
Schlagende Figuren nehmen den Typ der geschlagenen Figur an: Ein weißer Bauer, der eine schwarze Dame schlägt, wird zu einer weißen Dame. Schlägt der König eine Figur, zieht er wie die geschlagene Figur, bleibt aber ansonsten ein König, d. h. ist derjenige Stein, der mattgesetzt werden muss und Schachgeboten ausweichen muss.

### Vetoschach oder Protestschach
Hier hat jeder Spieler die Möglichkeit, einen gegnerischen Zug abzulehnen (Veto). Den zweiten Zug muss man immer annehmen. Dadurch benötigt man immer zwei Möglichkeiten, um einem Schach zu entfliehen, aber auch zwei Möglichkeiten, um mattzusetzen. Im Endeffekt ist es bei dieser Regelstruktur kaum möglich, mattzusetzen – der Sieg wird üblicherweise durch ein Schach mit nur einer Antwort davongetragen. Dem Normalschach ähnlicher wird Veto-Schach durch die Regelvariante: Wenn ein Schach nur auf eine Art beantwortet werden kann, ist gegen diesen Zug kein Veto möglich; und: Ein Matt gewinnt – gegen den Mattzug ist kein Veto möglich.

### Würfelschach
Hier würfelt jeder Spieler vor seinem Zug, und die gewürfelte Zahl bestimmt den Typ der Figur, mit der er ziehen muss. Die Zuordnung der Zahlen zu den Figurentypen wird vorab festgelegt. Es gibt auch Würfel im Handel, deren Seiten die sechs Figurentypen zeigen. Für den Fall, dass man den gewürfelten Typ nicht legal ziehen kann, gibt es verschiedene mögliche Regelvarianten:
- man setzt diesen Zug aus
- man würfelt erneut, bis ein legaler Zug möglich ist
- man darf einen beliebigen legalen Zug machen
- man zieht gemäß der nächstgrößeren oder nächstkleineren Würfelzahl, mit der ein legaler Zug möglich ist (wie in EinStein würfelt nicht)

Bauernumwandlungen sind entweder wahlfrei oder ebenfalls auszuwürfeln. Für das Spielziel gibt es im Wesentlichen zwei Regelungen:
- die Königsregel ist aufgehoben, und man gewinnt durch Schlagen des gegnerischen Königs
- man gewinnt durch Schachmatt bzw. durch ein Schachgebot, das der Gegner mit seinem Würfelwurf nicht abwehren kann

### Zählschach
Wird auch Progressivschach genannt. Die beiden Spieler sind abwechselnd am Zug. Der Anziehende zieht einmal, der Nachziehende zieht dann zweimal hintereinander, dann wieder der Anziehende, und zwar jetzt dreimal usw. Es ergeben sich immer längere Zugsequenzen. Es ist dabei erlaubt, eine Figur mehrmals nacheinander zu ziehen. Sobald aber jemand Schach bietet, endet seine Zugsequenz, und der Gegner ist am Zug. Diese Schachvariante zeichnet sich durch subtile Folgen von Vorbereitungszügen aus, deren Ziel es ist, das Schachmatt zu erreichen.
Eine Variante ist das Englische Progressivschach, in der man eine Figur, die man in einer Zugsequenz schon gezogen hat, erst dann wieder ziehen darf, wenn dazwischen auch jede andere ziehbare Figur gezogen wurde.

### Zwei-Zug-Schach
Auch als Marseiller Schach bezeichnet. Jeder Spieler zieht zweimal nacheinander, er darf dabei auch dieselbe Figur zwei Mal ziehen. Wird dabei im ersten Teilzug Schach geboten, so muss auf den zweiten Zug verzichtet werden. Ein Schachgebot muss im ersten Teilzug pariert werden. Wenn ein Spieler zwar noch einen ersten, aber keinen zweiten Teilzug mehr machen kann, ist es ein Patt.
Um den Anzugsvorteil von Weiß zu reduzieren bzw. aufzuheben, wird oft die Zusatzregel verwendet, dass Weiß am Spielbeginn nur einen einzelnen Zug machen darf.

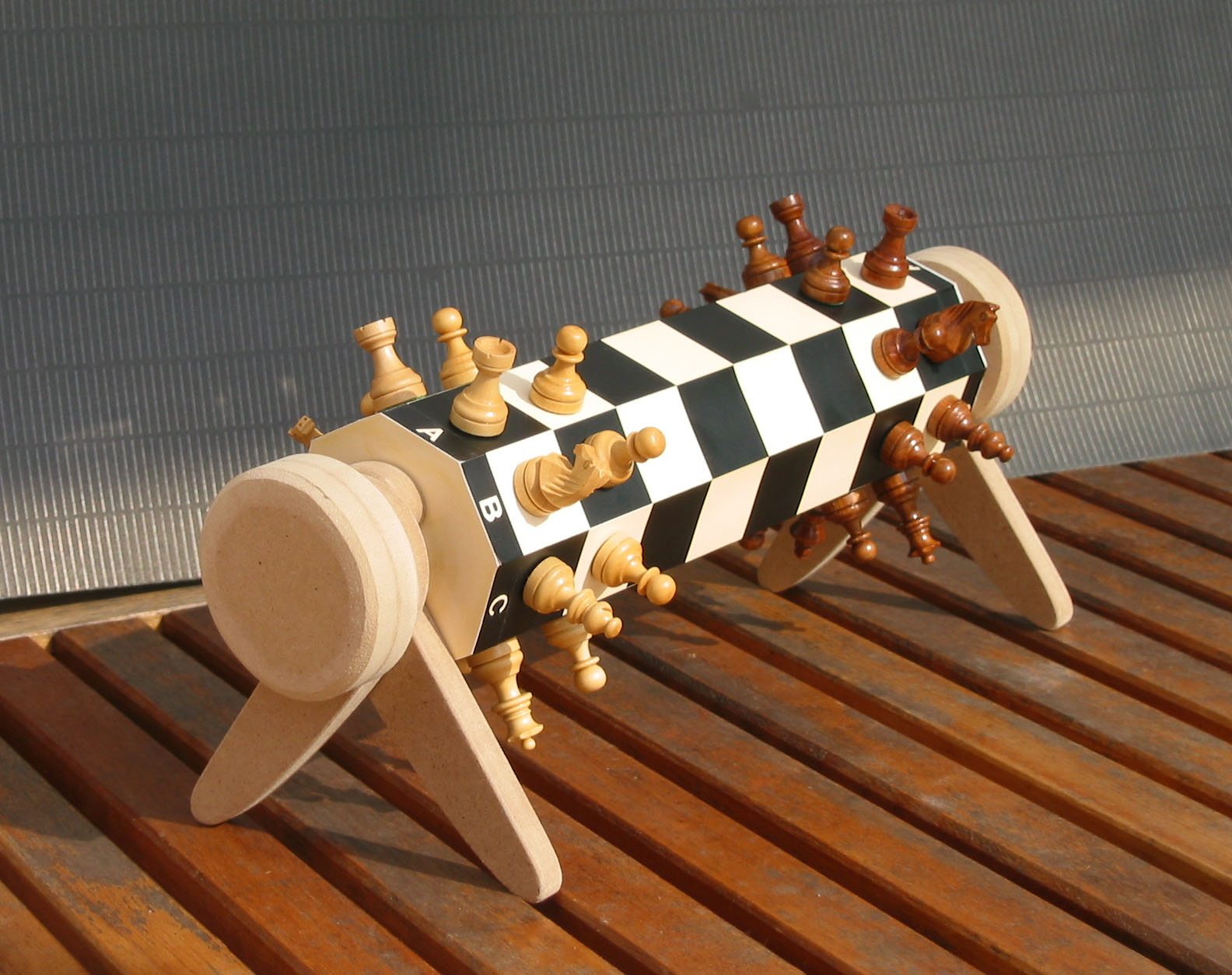
Zylinderschach

### Zylinderschach
Zylinderschach ist klassisches Schach auf 8×8 Feldern mit dem Unterschied, dass a- und h-Linie miteinander verbunden sind. Man stelle sich dazu das Schachbrett als Papierrolle mit zusammengeklebten Seiten vor. Ein Springer kann also z. B. von h2 nach b3 springen.

## Varianten auf anderen Schachbrettformen

### Alice Chess
Wurde 1953 von V. R. Parton erfunden. Es wird auf zwei Brettern von je 8×8 Feldern gespielt. Auf einem wird die übliche Grundstellung aufgebaut, das andere ist zunächst leer. Der Spieler am Zug macht seinen Zug auf einem der Bretter nach den normalen Schachregeln, und als Abschluss des Zugs wird die gezogene Figur von ihrem Zielfeld auf das entsprechende Feld des anderen Bretts versetzt, das frei sein muss.

### Das Große Schach 10×10
Das Große Schach 10×10 ist eine neue, moderne Schachvariante mit 100 Feldern und 60 Figuren.
Neu hinzu kommen vier Linienfiguren (Minister und Kardinal sowie Hammer und Pfeil), die ähnlich wie der Bauer unterschiedlich ziehen und schlagen, und zwei springerähnliche Figuren (Einhorn und Adler).
Die Bauern auf der 3. bzw. 8. Reihe stehen ebenso weit voneinander entfernt wie im klassischen Schach, deshalb besteht trotz der Erweiterung eine erstaunliche Ähnlichkeit zu vertrauten Stellungsbildern. Nahezu alle bekannten Eröffnungen wie Damengambit oder Sizilianisch sind ebenso spielbar.

### Dreierschach

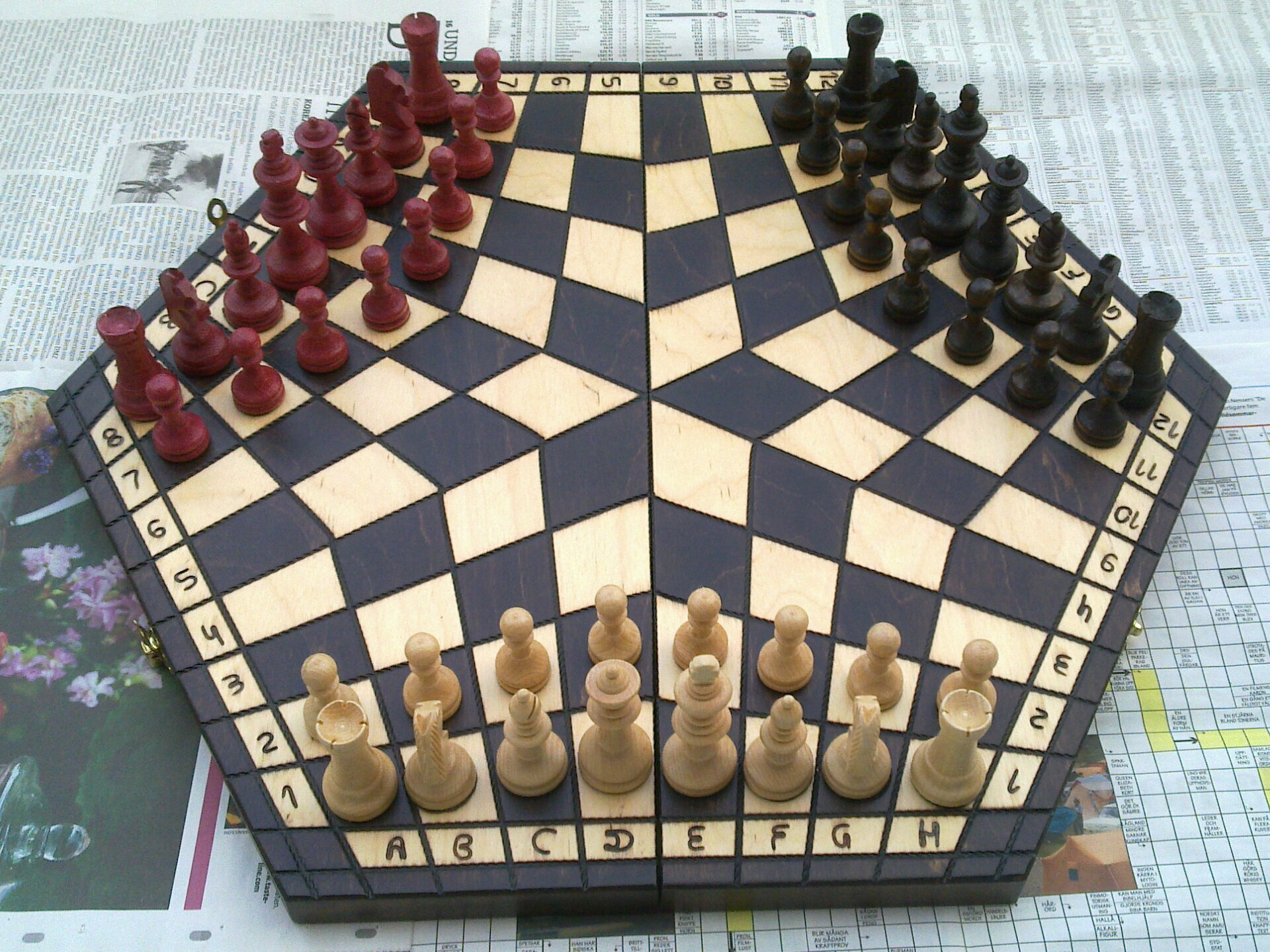
Dreierschach

Beim Dreierschach spielen drei Spieler auf einem Brett mit 96 Feldern. Das Brett hat die Form eines Sechsecks. Es gibt verschiedene Varianten.
Weiter existiert eine kreisförmige Spielbrett-Variante mit 144 Feldern.

### Gach
Die auch Gess (aus Go und Chess) genannte Schachvariante Gach wird auf einem Go-Brett mit Go-Steinen gespielt. Figuren bestehen aus den eigenen, in einem 3×3 Felder großen Quadrat gelegenen Steinen. Die Lage der Steine gibt die Zugmöglichkeiten der Spielfigur vor.

### Grande Acedrex
Historisch interessant ist auch das von König Alfons X. von Kastilien beschriebene Grande Acedrex. Es wird auf einem Brett mit 12×12 Feldern gespielt. Jede Seite hat zwölf Bauern, die auf der vierten und neunten Reihe aufgestellt werden. Die übrigen Steine stehen auf der Grundreihe. Darunter sind exotische Figuren wie „Löwen“, „Einhörner“, „Giraffen“, „Krokodile“ und „Greifen“, die besondere Zugmöglichkeiten aufweisen. Eine Spielvariante sieht vor, dass mit Würfeln entschieden wird, welche Figuren ziehen sollen.

### Grand Chess
Grand Chess wurde 1984 von dem Spielautor Christian Freeling erfunden. Es wird auf einem 10×10-Brett gespielt und ist eine Fortentwicklung des Capablanca-Schachs (siehe oben). Die Bauern stehen jeweils auf der dritten Reihe. Die Figuren inklusive Kardinal und Kanzler stehen auf der zweiten Reihe, bis auf die Türme, die auf der ersten Reihe in den Ecken postiert sind.

### Hexagonales Schach

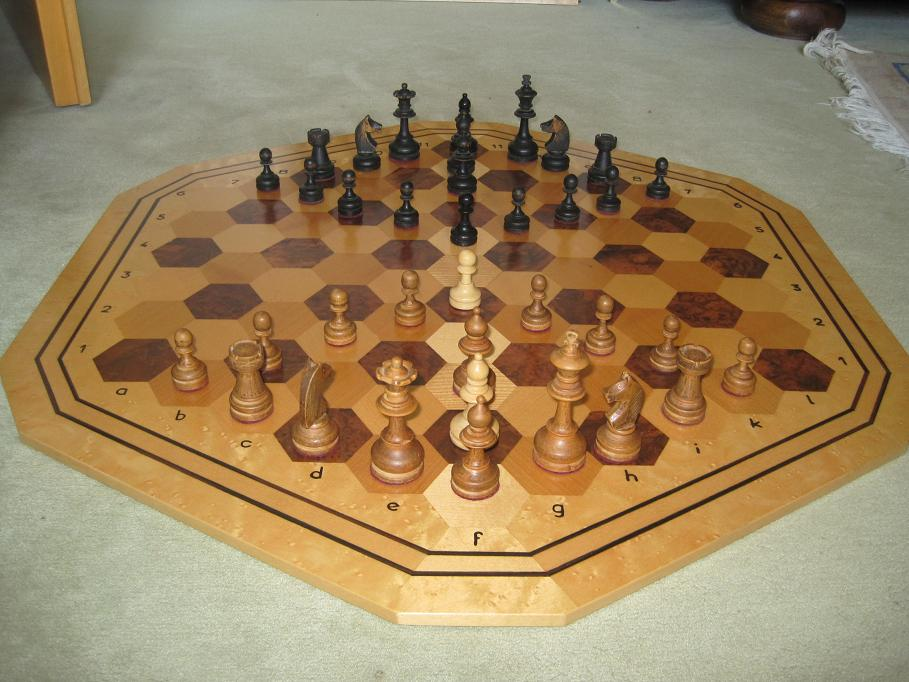
Anfangsstellung beim hexagonalen Schach

Unter der gemeinsamen Bezeichnung Hexagonales Schach gibt es verschiedene Varianten, die auf einem aus sechseckigen Feldern aufgebauten Schachbrett gespielt werden. Das Spielbrett besteht dabei meist aus 91 Sechsecken. Die populärste Variante wurde 1936 vom Polen Wladislaw Gliński entwickelt.

### Jester’s Game
Jester’s Game (engl. jester = Hofnarr) ist ein Brettspiel auf der Basis von Schach für drei statt zwei Spieler. Gegenüber dem Schachspiel ist die Spielfigur Jester ergänzt. Der Jester kann nach den Zugmöglichkeiten als Mischung aus Springer und Dame charakterisiert werden, hat jedoch keine Berechtigung, gegnerische Figuren zu schlagen. Er selbst kann nur geschlagen werden, wenn er von zwei Gegnern gleichzeitig bedroht wird. Die ihn schlagende Figur verlässt mit dem Jester das Spielfeld. So wird der schwache Narr zu einer starken Figur im Spiel. Eine zusätzliche Besonderheit dieses Spiels besteht darin, dass die einzelnen Felder weder quadratisch noch sechseckig, sondern dreieckig sind.

### Kreisschach

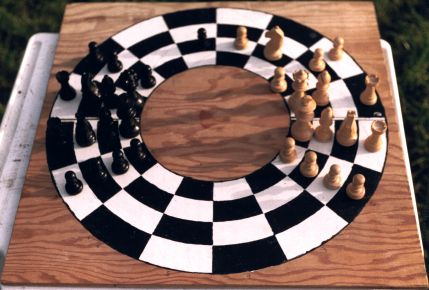
Kreisschach

Als Kreisschach werden mehrere Schachvarianten zusammengefasst, die auf einem kreis- oder Ringförmigen Spielbrett gespielt werden. Dabei gibt es je nach Ausgestaltung verschiedene Startpositionen und unterschiedliche Zugregeln. In Indien wurde zudem ein Kreisschach für mehrere Spieler entwickelt.

### Koalitionsschach oder Bündnisschach

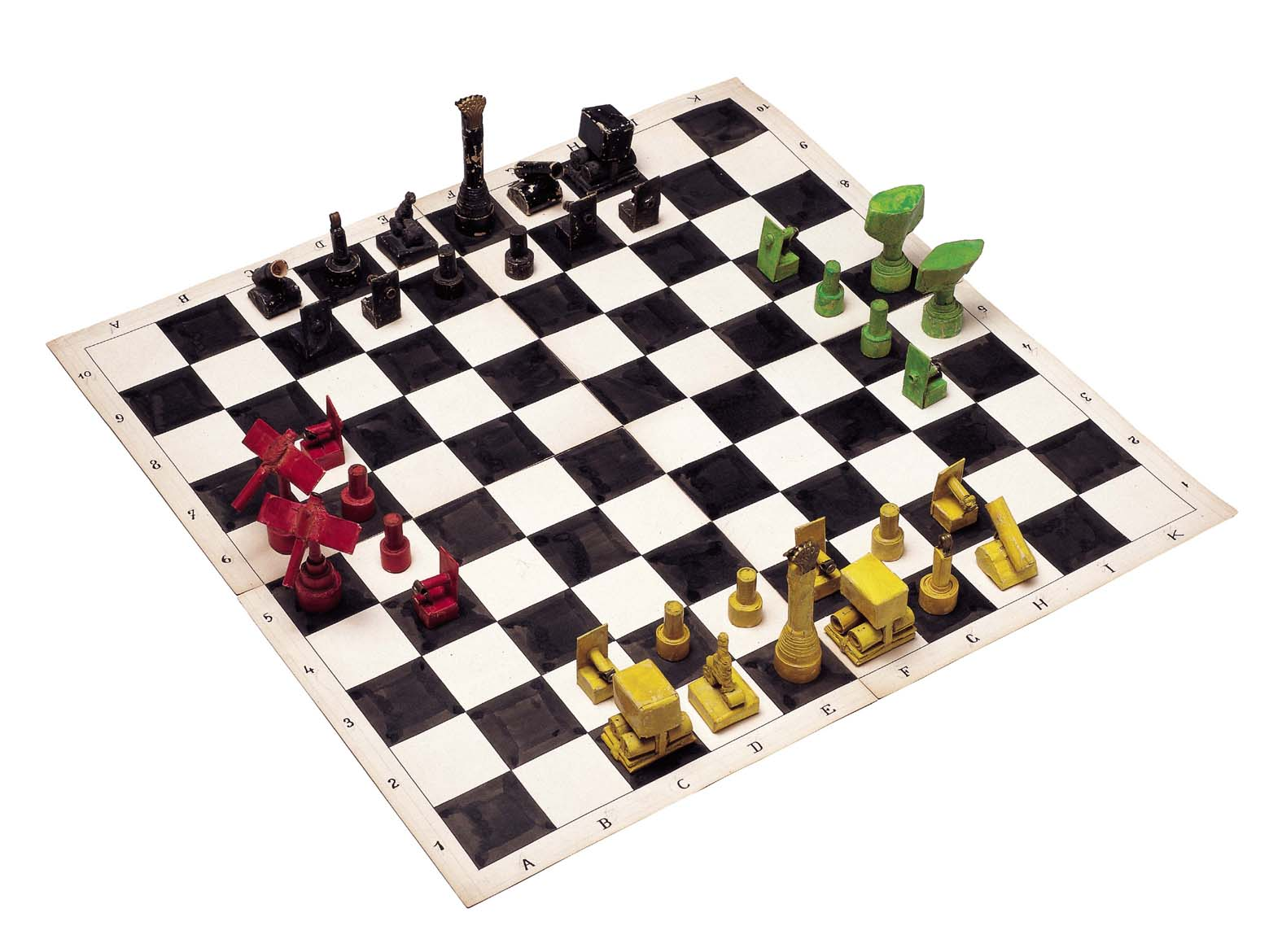
Koalitionsschach von Arnold Schönberg

Diese Variante für vier Spieler wurde von dem Komponisten Arnold Schönberg in den 1920er Jahren konzipiert. Auf einem Spielfeld von 10×10 Feldern stehen sich zwei „Großmächte“ (Gelb und Schwarz mit je zwölf Figuren, darunter einem König) sowie zwei „Kleinmächte“ (Grün und Rot mit je sechs Figuren) gegenüber. Die Figuren der Großmächte symbolisieren die Infanterie, die Kleinmächte stehen für Marine und Luftwaffe mit jeweils spezifischen Zugmöglichkeiten der Figuren. Es gibt keine feste Anfangsstellung, außerdem müssen innerhalb der ersten drei Spielrunden zwei Koalitionen gebildet werden. Danach versuchen die verbündeten Parteien, den gegnerischen König schachmatt zu setzen.

### Konsul-Schach
Konsul-Schach wird mit vier zusätzlichen Figuren je Partei (zwei Konsuln und zwei Bauern) auf einem 8x10-Brett gespielt. Die Konsuln werden in der Startaufstellung zwischen den Läufern und Dame bzw. König positioniert. Sie können orthogonal oder diagonal bis zu drei Felder weit ziehen und dabei auch besetzte Felder überspringen. Der König darf bei der Rochade beliebig weit auf einen Turm zu und der Turm dann beliebig weit über den König hinweg bewegt werden. Seit 2022 findet jährlich in Budapest ein Konsul-Schachturnier statt.

### Kurierspiel

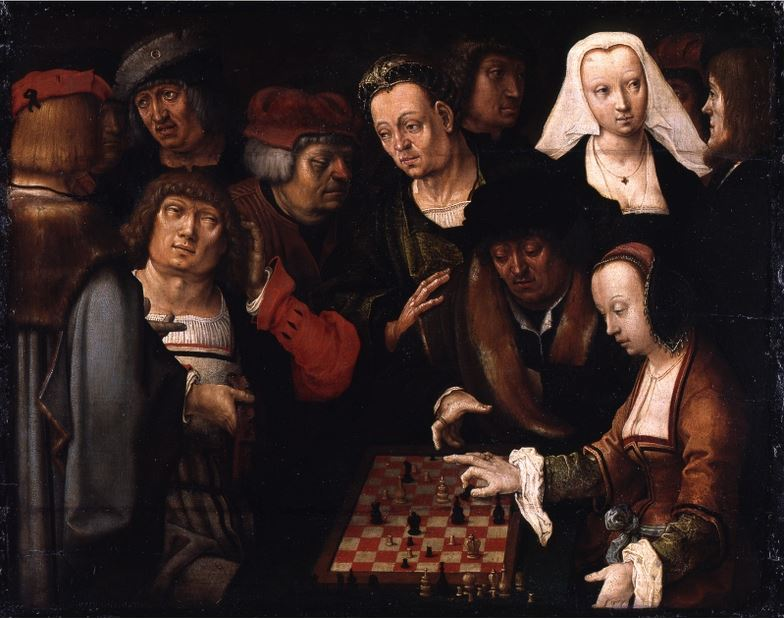
Darstellung des Kurierspiels auf einem Bild Lucas van Leydens (um 1508)

Bei dem mittelalterlichen Kurierspiel hatten beide Seiten ein verbreitertes Schachbrett von 12×8 Feldern zur Verfügung. Zu den bekannten Steinen kamen zusätzliche Figuren hinzu, darunter der namengebende Kurier. Dieser zog nach der Zugweise des damals noch unbekannten Läufers. Bei der Umwandlung des Alfil, der diagonal ins übernächste Feld sprang, zum Läufer im Zuge der Reform des Schachspiels hat der Kurier eventuell als Vorbild gedient.

### Libellenschach
Eine weitere Variante des Schachspiels auf einem verkleinerten Feld stellt das Dragonfly Chess (deutsch: Libellenschach) des Spiele-Entwicklers Christian Freeling dar. Diese Variante verzichtet bei einem Spielfeld von 7×7=49 Feldern auf die Damen. Die Figuren ziehen und schlagen wie üblich, doch es gibt keinen Doppelschritt bei den Bauern und damit auch kein en-passant-Schlagen. Geschlagene Offiziere wechseln den Besitzer und werden zur „Figur in Hand“, können also auf einem beliebigen freien Feld eingesetzt werden, ähnlich zum japanischen Shōgi. Im Übrigen gelten die Regeln des herkömmlichen Schachspiels.

### Oktagonalschach

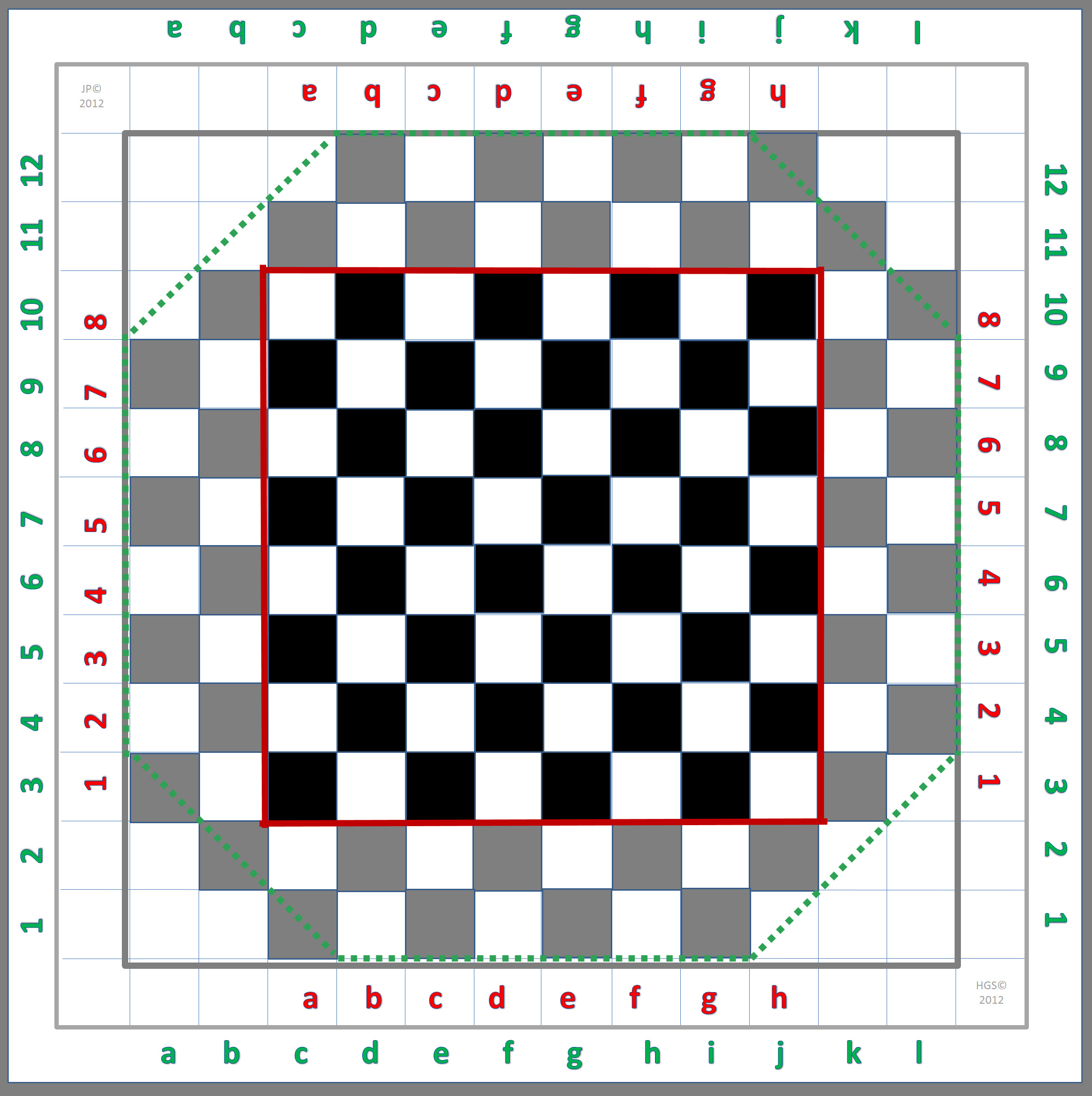
Schachbrett für übliches Schach und Oktagonalschach

Das Schachbrett des Oktagonalschachs in der Variante von J. Pinter (2012, Greifswald) hat 120 Felder (a-l)x(01-12) mit abgeschnittenen vier Ecken von je sechs Feldern und 48 Figuren (herkömmlich 32). Es wird mit je 2 Mehrbauern (Reihe 3 – weiß; Reihe 10 – schwarz), zusätzlichen 6 Offizieren (b1–g1; b12-g12) sowie 8 herkömmlichen Offizieren (c2-i2; c11-i11) nach den üblichen Schachregeln gespielt.

### Russisches Festungsschach
Russisches Festungsschach spielen vier Spieler auf einem Brett mit 8×8 Feldern, an dem auf jeder Seite noch zwei Reihen als Grundlinien angehängt werden. Zusätzlich gibt es vier „Festungen“ von je 4×4 Feldern, die nur über die rechten zwei Felder der Grundlinie zugänglich sind. Das Feld erinnert so an das Zeichen für Sehenswürdigkeit „⌘“. In diesen Festungen stehen außerdem je ein Turm, Läufer und Springer als Reserve.

### Schach auf dreieckigen Feldern
Es gibt eine Gruppe von Varianten des Schachspiels, die auf Schachbrettern gespielt werden, die aus dreieckigen Einzelfeldern aufgebaut sind. Die bekanntesten Vertreter sind das obenerwähnte Jester’s Game, Tri-Chess und Triangular Chess. Im Gegensatz zu den meisten sonstigen Schachvarianten ziehen gleiche FIDE-Figuren, insbesondere Türme und Läufer, von Variante zu Variante teilweise unterschiedlich. Die Notation muss bei dreieckigen Einzelfeldern teilweise durch drei Koordinaten erfolgen, sofern keine kartesische Notation angewandt wird, da die einzelnen Felder sonst nicht eindeutig zu bestimmen sind. Für quadratische und sechseckige Felder sind zwei Koordinaten ausreichend.

### Schach auf 6×6 Feldern
Neben zahlreichen Varianten des Schachspiels auf vergrößerten Feldern oder mit Märchenschachfiguren wurden auch etliche kleinfeldrige Varianten entwickelt. Die bekannteste davon ist das schon erwähnte Los-Alamos-Schach, das ohne Läufer gespielt wird.
In allen 6×6-Varianten haben die Bauern keinen anfänglichen Doppelschritt und daher auch keine Möglichkeit zum en-passant-Schlag. FIDE-Figuren, die in der Ausgangsstellung fehlen, können auch nicht durch Umwandlung von Bauern entstehen. Ansonsten gelten die Regeln des klassischen Schachspiels. Die Rochade ist nicht in allen Varianten möglich. Zu den genannten Varianten kommen noch weitere, die nicht nur FIDE-Figuren enthalten, sondern auch Märchenschachfiguren.

### Schach dem Schlaukopf
Schach dem Schlaukopf ist eine vereinfachte Variante mit einem kindisch-lustigen Thema, aber durchaus ernst zu nehmen. Auf die 7×8 Felder sind Pfeile gezeichnet, die bestimmen, in welche Richtungen eine Figur von diesem Feld aus ziehen kann. Es gibt Dummköpfe, die ein Feld weit ziehen, Schlitzohren, die beliebig weit ziehen, und einen Schlaukopf je Seite, der ein Feld weit zieht und dem König entspricht: das Ziel ist es, den gegnerischen Schlaukopf zu schlagen.

### Schach-80
Schach-80 wird mit acht zusätzlichen Spielfiguren (vier Elefanten und vier Bauern) und auf einem auf 8x10 Felder vergrößerten Schachbrett gespielt. Die für diese Variante neu entwickelte Spielfigur Elefant kann eigene und gegnerische Figuren in einem Doppelschritt in jeder Richtung überschreiten (also auch springen). Auch Einfelderschritte nach jeder Seite hin sind ihm erlaubt. Die Idee der Figur des Elefanten entstammt den indischen und arabischen (Chaturanga, Shatranj) frühen Varianten des modernen Schachspiels, in denen der Alfil an Stelle des Läufers neben Dame und König seinen Platz hatte.

### Viererschach

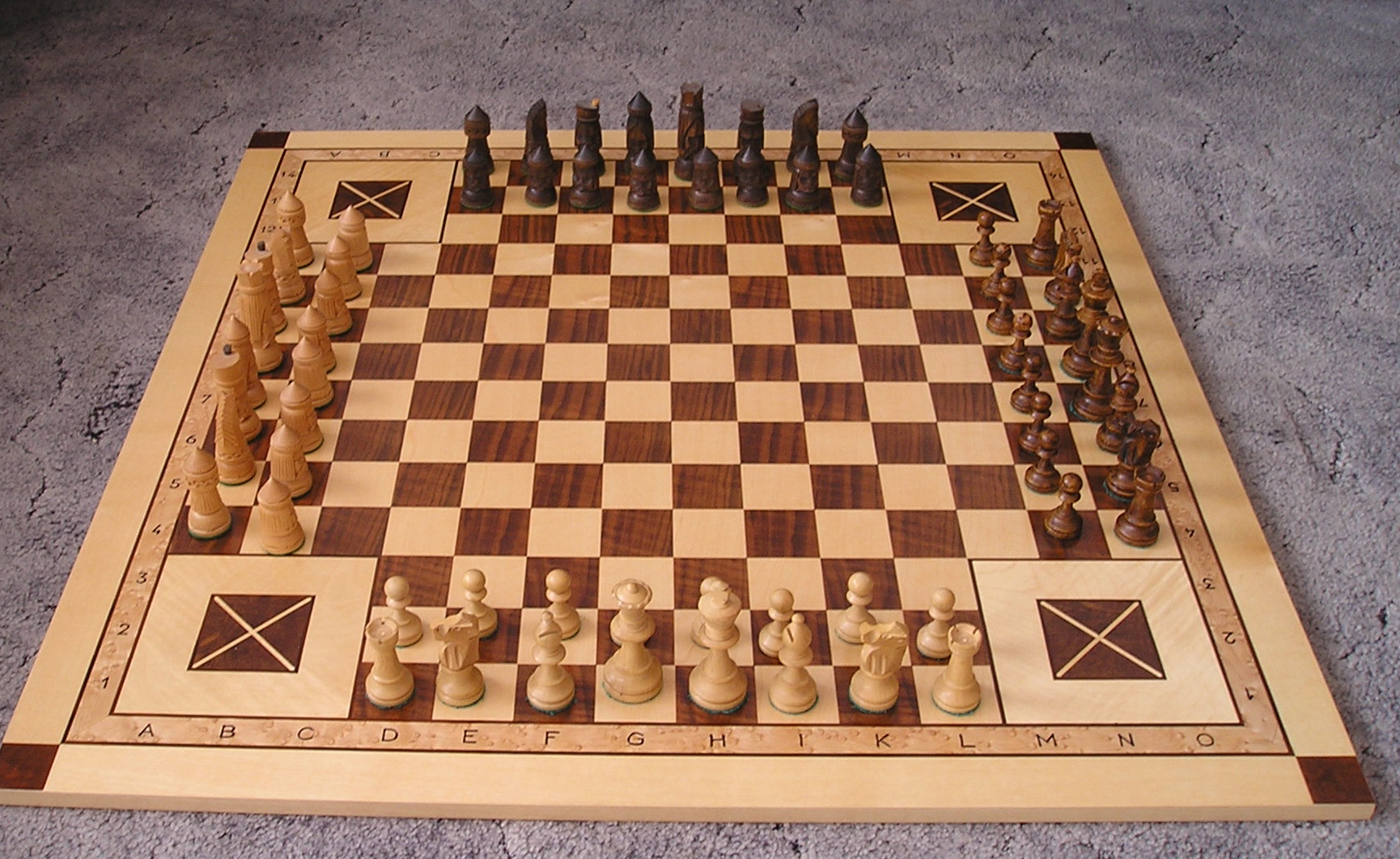
Startstellung im Viererschach. Die beiden schwarzen und weißen Spieler sind verbündet, sodass es in der hiesigen Version zuzusagen im Doppelzugverfahren gegeneinander gespielt wird.

Beim Viererschach spielen vier Spieler auf einem Brett mit 8×8 Feldern, an dem auf jeder Seite noch 2–4 Reihen (meist 3) angehängt werden, sodass das Brett die Form eines „+“ hat. Die Figuren ziehen gemäß den Regeln des Normalschachs. Es gibt verschiedene Varianten mit abweichenden Detailregeln und Spielzielen; üblicherweise spielen je zwei Spieler zusammen, manchmal spielt aber auch jeder für sich.

### Wehrschach
Im Zweiten Weltkrieg wurde Wehrschach als Spiel für die deutschen Soldaten propagiert. Es war stark von der chinesischen Schachvariante Xiangqi beeinflusst und wurde auf einem 11×11-Brett gespielt, das durch zwei Diagonalen und zwei weitere Linien in mehrere Gebiete unterteilt war. Das Wehrschach wandelte die Schachregeln ab und gab den Figuren einen modernen militärischen Anstrich. So waren unter den 18 Figuren je Spieler z. B. die Panzer- oder Jagdfliegerfigur.

## 3D-Schach
Unter dem Begriff 3D-Schach (dreidimensionales Schach) fasst man alle Schachvarianten zusammen, die das „normale“ (zweidimensionale) Schach um eine Koordinatenachse erweitern, also die Ebene verlassen und in den Raum vordringen. Neben unterschiedlicher Anzahl und Anordnung der Felder gibt es für die meisten 3D-Schachspiele auch verschiedene Regelwerke.
Bereits Mitte des 19. Jahrhunderts konstruierte der baltische Schachmeister und frühere Mathematiklehrer Lionel Kieseritzky ein dreidimensionales Schachbrett.

### Raumschach
1907 entwickelte Ferdinand Maack, ein Arzt und Verfasser esoterischer Werke, das Raumschach (ursprünglich „Schachraumspiel“). Maack entschied sich, nachdem er zunächst mit acht Brettebenen experimentierte, für einen leichter bespielbaren „Würfel“ mit fünf übereinander liegenden Brettern mit je 5×5 Feldern. Er empfahl außerdem eine spezielle Raumschachfigur einzuführen.

### Star-Trek-Schach
Eine bekannte 3D-Schach-Variante ist das Schachspiel, welches wegen seiner Herkunft aus der Fernsehserie Star Trek als Star-Trek-Schach bezeichnet wird: Es ist dem ebenen Schach sehr ähnlich (64 Felder, gleiche Figuren, auch mit gewohnter Anzahl, Gangart und Wertigkeiten), nur wird auf drei übereinanderliegenden Brettern mit vier beweglichen „Angriffsdecks“ gespielt. Eine Ebene besteht aus sechzehn, ein Angriffsdeck aus vier Feldern. Jede Figur darf über Ebenen ziehen.

## Informationen und Programme für Schachvarianten
ChessV ist ein freies Programm, das viele populäre Schachvarianten beherrscht.
Zillions of Games ist ein kommerzielles Programm für Microsoft Windows, das viele Schachvarianten und andere Denkspiele spielen kann und das leicht um weitere Spiele erweitert werden kann.
Außerdem gibt es Programme, die auf das Lösen von Märchenschachproblemen spezialisiert sind, erwähnenswert sind das freie Popeye sowie die kommerziellen Alybadix und WinChloe.

## Sonstiges
Eine Schachvariante ist nicht zu verwechseln mit einer Eröffnungsvariante im Schach.